# Sveti Jurij
Sveti Jurij ou Sveti Jurij ob Ščavnici est une commune située dans la région de Prekmurje en Slovénie. La commune est située dans une région viticole.

## Étymologie
Le nom de la commune pourrait se traduire par « Saint George sur Ščavnica ». La Ščavnica est un des affluents de la rivière Mur qui est elle-même un des affluents du Danube.

## Géographie
La commune est localisée au nord-est de la Slovénie dans la région du Prekmurje non loin de la Hongrie. Elle est traversée par la rivière Ščavnica.

### Villages
Les localités qui composent la commune sont Biserjane, Blaguš, Bolehničici, Brezje, Čakova, Dragotinci, Gabrc, Galušak, Grabonoš, Grabšinci, Jamna, Kočki vrh, Kokolajnščak, Kraljevci, Kupetinci, Kutinci, Mali Moravščak, Rožički vrh, Selišci, Slaptinci, Sovjak, Stanetinci, Stara Gora, Sveti Jurij, Terbegovci, Ženik et Žihlava.

## Démographie
Entre 1999 et 2021, la population de la commune est restée assez stable, légèrement inférieure à 3 000 habitants,.
Évolution démographique
| 1999  | 2000  | 2001  | 2002  | 2003  | 2004  | 2005  | 2006  | 2007  |
| ----- | ----- | ----- | ----- | ----- | ----- | ----- | ----- | ----- |
| 2 946 | 2 933 | 2 921 | 2 906 | 2 902 | 2 915 | 2 906 | 2 907 | 2 947 |
| 2008  | 2009  | 2010  | 2011  | 2012  | 2013  | 2014  | 2015  | 2016  |
| 2 975 | 2 869 | 2 891 | 2 894 | 2 894 | 2 890 | 2 861 | 2 887 | 2 863 |
| 2017  | 2018  | 2019  | 2020  | 2021  |       |       |       |       |
| 2 827 | 2 830 | 2 806 | 2 782 | 2 834 |       |       |       |       |

## Tourisme
À Blaguš se trouve le lac artificiel de blaguško, construit en 1953 et utilisé pour des activités récréatives. Sveti Jurij possède une église de style roman datant du XIVe siècle en l'honneur de saint George.

## Personnalités
- Anton Korošec, politicien;
- Edvard Kocbek, écrivain;
- Vekoslav Grmič, théologue et évêque;
- Fran Ilešič, critique littéraire;
- Davorin Trstenjak, ethnologue.